# Воображляндия, эпизод III
«Воображеньелэнд, эпизод III» (англ. Imaginationland Episode III) — эпизод 1112 (№ 165) сериала «Южный Парк», премьера которого состоялась 31 октября 2007 года. Серия является продолжением эпизода «Воображеньелэнд, эпизод II» и заключительной частью трилогии «Кайл сосёт яйца Картмана» (англ. Kyle Sucks Cartman's Balls).

## Сюжет
Аслан произносит перед Баттерсом речь о том, что для Воображеньелэнда настали тяжёлые времена, и он должен применить свои способности для спасения мира; видна марширующая армия злых воображаемых героев и готовящихся к битве добрых. В это же время в реальном мире Эл Гор демонстрирует всем плёнку с Челмедведосвином и говорит, что собирается показать её всем.
Кайл просыпается в больничной палате; врачи говорят, что после травмы мозга он стал слышать воображаемые голоса. Действительно, Кайл слышит голос Стэна и пытается с ним поговорить. В палату входит Картман и начинает приготовления к «фотосессии» — на этот раз он переодевается папой римским и приводит профессионального фотографа. Кайл пытается узнать что-нибудь о происходящем в новостях; там военные официально раскрывают секрет существования Воображеньелэнда и портала в него и утверждают, что собираются запустить туда атомную бомбу. Против такого решения протестуют хиппи, однако в итоге Верховный суд постановляет, что технически воображаемые герои нереальны, и поэтому их можно взрывать.
Кайл ещё раз пытается ответить голосу Стэна, и тот его слышит. Кайл говорит, что Воображеньелэнд собираются взорвать, и Стэн в ужасе просит его предотвратить это. Кайл выбегает из палаты; Эрик пытается его остановить, но Кайл напоминает, что, в соответствии с постановлением суда, лепрекон был ненастоящим, а, значит, ему не надо сосать яйца Картмана. Тот клянётся, что до конца всей этой истории Кайл всё же пососёт его яйца.
Тем временем Баттерсу объясняют его задачу: поскольку он реален, то он может воображать вещи, которые появятся здесь. Его просят вообразить убитого чуть раньше Санту, но у Баттерса выходит создать только Стивена Стотча, своего отца, который всё время говорит Баттерсу, что тот наказан, или каких-то чудовищ, которые опять же получаются из отца. Добрые персонажи сдают свои позиции в сражении.
Картман прорывается в Пентагон, к порталу, и пытается убедить военных, что воображаемые вещи реальны. Те, начав с лепреконов, переходят к рассуждению о том, реальны ли религиозные герои, и, запутав самих себя, не решаются прервать запуск бомбы. Кайл тоже пытается проникнуть в Пентагон, но его туда не пускают, и он присоединяется к протестующим хиппи.
В Воображеньелэнде добрым персонажам всё тяжелее держать свои позиции. Однако Баттерсу в конце концов удаётся вообразить настоящего Санту, и тот вступает в битву. Сила Баттерса растёт — он создаёт лучников и зубную пасту против кариозных монстров. Бредущего по лесу Стэна хватают, и он встречается с Баттерсом. Тем временем Кайл сидит возле мемориала Линкольна, отчаявшись что-либо сделать; узнав, что Воображеньелэнд скоро будет взорван, знаменитые воображаемые герои, от Иисуса до Супермена, говорят с Кайлом, чтобы придать ему сил. Баттерс, достигнув огромной силы, летает в непробиваемом пузыре по полю битвы, создавая сильных персонажей и дополнительное оружие (например, шпинат для Попая и M60 для Иисуса).
Кайлу удаётся прорваться к военным. Он произносит проникновенную речь о том, что воображаемые герои повлияли на их жизни и на всё человечество во много раз сильнее, чем многие реальные люди, и поэтому у Пентагона нет никакого права их взрывать. Картман начинает аплодировать, к нему присоединяются все военные, и запуск ракеты отменяется. Эрик начинает намекать, что, согласно самому Кайлу, лепрекон был реален, и, значит, тот всё же должен пососать ему яйца; взбешённый Кайл заявляет, что, несмотря ни на какие договоры, он никогда не пососёт яйца Картману.
В комнату с порталом врывается Эл Гор. Узнав, что запуск бомбы отменён, он кричит, что Челмедведосвина надо уничтожить во что бы то ни стало, и включает портал. Туда засасывает всё находящееся в комнате; они падают на поле битвы, где добрые персонажи только что одержали победу. Однако вслед за ними туда падает атомная бомба, и происходит гигантский взрыв.
В абсолютно пустом белом пространстве появляется Баттерс. Он грустно бредёт, затем останавливается и напрягает своё воображение. Баттерс воображает, чтобы всё вернулось к состоянию до террористической атаки, и Воображеньелэнд восстанавливается — все убитые оживают, Барьер снова отделяет злых персонажей от добрых, военные и трое мальчиков тоже здесь. Картман говорит, что он многое понял и полностью согласен с Кайлом — воображаемые вещи реальны. После этого он начинает воображать и создаёт рядом самого себя в костюме короля и второго Кайла, после чего воображаемый Кайл начинает с упоением сосать воображаемому Картману яйца. Счастливый Эрик говорит, что его клятва исполнена; Кайл говорит, что он не сосёт ему яйца — это всего лишь воображение, но ему возражают его же словами о том, что воображаемые вещи реальны. Все согласны с Картманом и смеются над злящимся Кайлом. Затем Санта говорит, что пора вернуть всех по домам.
Баттерс просыпается в своей кровати; отец и мать говорят ему, что пора вставать. Он думает, что это был всего лишь сон, и начинает пересказывать историю о Воображляндии родителям. Те говорят, что это было на самом деле — они прочитали об этом в газете, после чего наказывают Баттерса: ведь вместо этого он должен был помочь им убраться в подвале. Баттерс хитро говорит, что он не наказан, и начинает это воображать; Стивен говорит: «Это работает только в твоей Воображляндии, ты наказан», и уходит. Баттерс ложится на кровать со словами: «Aw, shit».

## Реакция
Продолжая рейтинговые успехи предыдущих эпизодов, третья часть «Воображеньелэнда» была посмотрена более чем 4 миллионами зрителей (2,8 миллиона при первом показе), что сделали её самой смотримой программой на Comedy Central за год. Серию смотрело больше всего людей среди мужчин в группах от 18 до 24 лет и от 18 до 34 лет на всём телевидении; эпизод был программой № 1 на всём кабельном телевидении для возрастного диапазона с 18 до 49 лет. Это самый высокий рейтинг у «Южного парка» со времени эпизода второго сезона «Мамаша Картмана по-прежнему грязная шлюха».
Посвящённый телевидению блог TV Squad дал на эпизод положительную рецензию, где отмечено, что трилогия является сильнейшей сюжетной линией в этом сезоне; в рецензии сказано, что было бы забавнее закончить эпизод Баттерсом в пустом пространстве, а со следующей недели показать всё вернувшимся на круги своя без объяснений, как это произошло. Ресурс IGN поставил эпизоду оценку 8,5 из 10; в рецензии сказано, что «эпизоды вроде этого показывают, насколько умны и умелы Паркер и Стоун — не просто аниматоры и комики, но рассказчики». Сайт 411 Mania поставил серии оценку 9 из 10 (великолепно). Также серия получила рейтинг 9,4 по результатам голосования посетителей TV.Com.
Эпизод стал частью общего бурного успеха трилогии: в сумме она получила колоссальный рейтинг 7,5 для мужчин 18-24 лет (впервые со времён второго сезона). Вместе с остальными эпизодами трилогии он был выпущен на специальном DVD в марте 2008 года как единый фильм Imaginationland: The Movie в режиссёрской версии с бонусными материалами и комментариями.

## Пародии
- Начало эпизода, когда Аслан рассказывает, что происходит в Воображеньелэнде, основано на сцене из фильма «Властелин колец: Две крепости». В оригинальной сцене король Теоден произносит печальную речь, во время которой показываются фрагменты действия: заточка меча (здесь этим занят Попай), маленький мальчик, на которого надевают шлем (здесь его надевают на Снорфа[англ.]), марширующая армия урук-хаев (здесь маршируют злые воображаемые персонажи). Растрёпанная причёска Иисуса является отсылкой к причёске Арагорна; он набрасывается на врагов с мечом очень похоже на то, как это делал Арагорн. Санта прыгает со стены с секирой так же, как Гимли в битве при Хельмовой Пади в фильме Питера Джексона.
- Эл Гор носит медаль Нобелевского лауреата[5]; это связано с тем, что он действительно получил Нобелевскую премию мира в 2007 году за борьбу с глобальным потеплением (которая и высмеивается в сериале как «борьба с Челмедведосвином»).
- Сцена с зубными монстрами (ближайшим их аналогом в русскоязычной рекламе являются «кариозные монстры») и пастой «Crest» является отсылкой к одному из рекламных роликов этой пасты[9].
- Баттерс, летая в пузыре по полю битвы и используя свою силу, напоминает покемона Мью, который аналогичным образом во время битв летает в шаре и использует свои психические возможности.
- Для подкрепления своих сил Попаю нужен шпинат. Это одна из его отличительных особенностей в посвящённых ему мультфильмах.
- Люк Скайуокер напоминает Кайлу о том, как он уничтожил Звезду смерти. Эти события происходили в фильме «Звёздные войны. Эпизод IV. Новая надежда».
- Концовка, когда Баттерс появляется среди абсолютно пустого белого пространства после уничтожения воображаемого мира, очень похожа на концовку телесериала «Евангелион», когда главный герой Синдзи оказывается в очень похожем положении. Баттерс возвращает Воображеньелэнд в довоенное состояние, как бы «перезагружая» его, а Синдзи также силой воображения создаёт параллельную реальность.
- Также концовка похожа на фильм «Бесконечная история», когда после разрушения «Фантазии», главный герой, Бастиан, вновь придумывает весь мир и его жителей.
- Когда Гэндальф рассказывает Баттерсу о его силе творца, его голова окружена радугой. Возможно это является отсылкой к тому, что актёр, сыгравший Гэндальфа, сэр Иэн Маккеллен, гомосексуалист.

### Жители Воображляндии
* Звёздочкой помечены персонажи комиксов.
Персонажи, появлявшиеся в предыдущих частях трилогии, не упоминаются.
| - Аппа из мультсериала Аватар — Легенда об Аанге - Аслан - Баба Луи из мультсериала Быстрый Дроу МакГроу - Багз Банни - Боб Марли - Бог - Боузер из игр цикла «Mario» - Быстрый Дроу МакГроу из мультсериала Быстрый Дроу МакГроу - Брюзга Оскар - Бу Берри (англ. Boo Berry) - Ведьма с Запада из Волшебника страны Оз - Веном* - Ганеша - Ганон из цикла игр «The Legend of Zelda» - Гарри Поттер - Генерал Отмин из Хроник Нарнии - Геркулес - Гаруда - Госсамер из Looney Tunes - Дарксеид* - Джанг Ши - Джеймс Тиберий Кирк - Динь-Динь(Тинкер Белл), фея Питера Пэна - Дьюик из серии игрушек G.I. Joe - Дядя Том - Зорро - Зубная паста Crest - Иисус*** - Икар - Индиана Джонс - Инспектор Гаджет - Итиго Куросаки - Cabbage Patch Kids - Капитан Кранч - Капитан Крюк - Капитан Кэррот* - Капитан Плэнет* - Кариозные монстры - Клювик из эпизода «Отличная загадка группы Korn о пиратском призраке» - Кобра Коммандер из серии игрушек G.I. Joe - Круэлла де Виль из мультфильма «Сто один далматинец» - Кролик Квики - Кьюберт из игры Q*bert - Люси ван Пелт* из комиксов Peanuts - Люк Скайвокер - Mumm-Ra the Ever-Living из мультсериала ThunderCats - Марвин-марсианин из Looney Tunes | - Мушкетёры из романа «Три мушкетёра» - Ookla the Mok из мультсериала Thundarr the Barbarian - Обеликс* - Одинокий ковбой - Опасная Мышь из мультсериала DangerMouse - Пекарёнок Пиллсбери, маскот The Pillsbury Company - Питер Гриффин - Питер Пэн - Пол Баньян - Преподобный Генри Кейн из трилогии «Полтергейст» - Пука из игры Dig Dug - Робин Гуд - Рокки и Бульвинкл - Ром* - Привидения из игры Pac-Man - Саурон - Серебряный сёрфер* - Синистар из игры Sinistar - Скелетор из цикла Masters of the Universe - Сноуи* из комиксов Tintin and Snowy - Снупи* из комиксов Peanuts - Сон Гоку из цикла Dragon Ball - Стив Ирвин - Супермен* - Тарзан - Тинтин* из комиксов Tintin and Snowy - Тираннозавр рекс из мультсериала Dino-Riders - Тун (англ. Thun) из мультсериала The New Adventures of Flash Gordon - Уилли И. Койот (англ. Wile E. Coyote and Road Runner) из мультсериала Wile E. Coyote and Road Runner - Уолли - Фалькор из фильма «Бесконечная история» - Франкен Берри - Фриза* - Хвостатые звери - Холли Хобби из книг Холли Хобби - Царь Леонид из фильма «300 спартанцев» - Человек-паук - Человек из страны Мальборо - Человек на шесть миллионов из сериала The Six Million Dollar Man - Чокобо - Чужой - Ше-Ра - Эдди-голова (англ. Eddie the Head), символ группы Iron Maiden - Эш Кетчум из мультсериала «Покемон» |

## Факты
- К эпизоду был выложен проморолик[11] c эпизодом демонстрации Элом Гором плёнки про Челмедведосвина.
- Когда Верховный суд США отменяет решение по делу «Картман против Брофловски», верховный судья Джон Робертс зачитывает это постановление; также рядом с ним можно заметить судей Кларенса Томаса и Сэмюэля Алито.
- Когда Кайл пытается остановить собирающихся запустить бомбу военных, он апеллирует к тому, что воображаемые персонажи реальны, потому что они влияют на жизни людей. Это одна из основ теории правды в прагматизме.
- Некоторые предполагают, что после возрождения Воображеньелэнда Баттерсом все герои, в том числе Стэн, Кайл и Картман, не ожили, а появились вновь такими, какими их изобразил Баттерс. Однако это опровергается тем, что Картман сумел вообразить своего двойника и двойника Кайла в финале серии; как ранее упоминается в эпизоде, воображаемые персонажи этого не могут.
- Это единственная серия в сериале, где погибают все три главных героя; получается, Кенни — единственный из героев, не умерший в течение трилогии.
- Это пятый эпизод в сериале, в котором не запикано слово «shit» (после серий «Пиписька Айка», «Большая общественная проблема», «Рождество в Канаде» и «Le Petit Tourette»); фразой Баттерса «Aw, shit» завершается эпизод и вся трилогия. Обычно в шоу запикиваются слова «shit», «cock», «cunt» и «fuck». (Кроме того, это первый раз с эпизода «Большая общественная проблема», когда Баттерс произносит «shit»).